# Новый филармонический оркестр Вестфалии

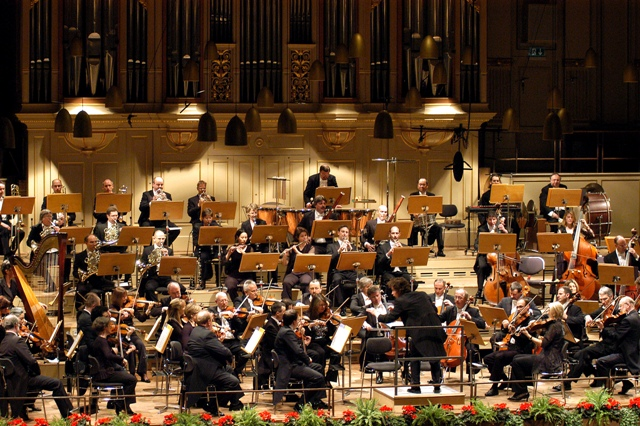
Новый филармонический оркестр Вестфалии во время концерта в Цюрихе

Новый филармонический оркестр Вестфалии (нем. Neue Philharmonie Westfalen) — немецкий симфонический оркестр. Образован в 1996 г. слиянием Вестфальского симфонического оркестра, базировавшегося в Реклингхаузене, и Филармонического оркестра Гельзенкирхена. Ведёт основную концертную и репетиционную деятельность в этих двух городах, а также в близлежащем городе Камен.
Среди заметных страниц в истории молодого оркестра — участие в 2000 г. в Пекинском музыкальном фестивале, в ходе которого оркестр исполнил «Семь врат Иерусалима» Кшиштофа Пендерецкого под управлением автора. Среди певцов, выступавших в сопровождении оркестра, — Лючия Альберти и Анна Нетребко. Оркестр выпустил ряд дисков с музыкой Макса Бруха, Иоганнеса Брамса, Антона Брукнера, Густава Малера, Рихарда Штрауса.

## Музыкальные руководители
- Иоганнес Вильднер (1997—2007)
- Хайко Матиас Фёрстер (2007—2014)
- Расмус Бауман (с 2014 г.)